# Шестеринці
Шестери́нці — село в Україні, в Лисянській селищній громаді Звенигородського району Черкаської області. Центр Шестеринської сільської ради.
Населення села становить 427 осіб (2005; 455 в 2001).

## Географія
Шестеринці розташовані на обох берегах річки Гнилий Тікич, в місці, де до нього впадає його ліва притока Зубря. З усіх боків село оточене лісовими масивами.
Біля село проходить залізниця та раніше проходила вузькоколійка до тепер демонтованого Почапинського цукрового заводу. На останній знаходилась станція Шестеринці.

## Історія
Ще в 1670 році польський король Михайло відписав село Шестеринці ченцям Лисянського Свято-Троїцького монастиря. Майже через століття в селі збудували церкву з вільхових кругляків на честь великомученика Георгія. У 1825 р. службу для мирян вів отець Фетовген Левицький. Він же реєстрував шлюби у метричній книзі, реєстрував новонароджених і померлих.
Збігали роки, як води, змінювалися землевласники Тишковські, Анна Залеська. Поміщики володіли 623 десятинами землі, церковнослужителі — 36 десятинами, а селяни — 781 десятиною. Господарство у маєтку вів Людвіг Пахловецький.
У 1900 році в селі налічувалося 274 двори, проживало 1656 жителів, з яких 852 — особи чоловічої статі, 804 — особи жіночої статі. На цей рік в селі діяла православна церква, церковно-приходська школа, 8 вітряних млинів, 3 кузні, магазин із хлібними запасами, сільський банк, в якому на 1 січня 1900 р. було 14 крб. 11 коп. готівкою і 3461 крб. у позиці. В 1933 році в селі було створено колгосп «1 Травня», головою правління було обрано Браславця Степана. В цьому ж році в Шестеринцях була заснована буровугільна шахта. В 1934 році розпочалось будівництво вузькоколійної залізниці.
Чорною птицею промайнули 1932—1933 роки, забравши у вічність 320 осіб. На сільському кладовищі в пам'ять про померлих у роки голодомору споруджено двометровий дерев'яний хрест. Не обминула затишного чепурного села «у долинці» Друга світова війна. Протягом трьох років Шестеринці перебували в німецькій окупації. Шестеринська трагедія, що сталася 24 січня 1944 року забрала життя 86 мирних жителів.
Шестеринській трагедії передували активні дії місцевих партизан: було роззброєно двох поліцаїв в селі Почапинці, розбито сепаратор, конфісковано кооперативний магазин, підірвано в Шестеринцях два залізничні мости на вузькій колії, затримано рух потягів на десять днів. Напередодні трагедії 23 січня 1944 року партизани обстріляли німецьку машину, яка рухалась по шосе у бік міста Звенигородки. В результаті короткої сутички 9 фашистів було вбито, а двоє змогли втекти. Наступного дня вдосвіта німці зігнали жителів села до церкви, запалили хати. «Що ваші брати і батьки зробили з нашими офіцерами, те ми зробимо і вам. За кожного вбитого німця буде знищено десять ваших людей», — так сказав офіцер. Всіх чоловіків і хлопчиків було розстріляно, врятувалися лише ті підлітки, котрим матері встигли накинути на голови хустки.
```
Поет Яків Івашкевич, в своєму вірші "Шестеринська трагедія", так описав ті жахливі події:
     Мов сіло спочити в затишку,в долинці
     Із Лисянки йдучи село Шестеринці.
     На березі річки,на схилі німому
     Присипало снігом важку його втому.
     Присипало снігом,закутало в тугу
     Ні гомону з поля,ні пісні із лугу. 
     Отож,ніби привид,у кожні ворота
     Бреде по городах карателів рота.
     Гарчать по дворах,де не глянь,хрестоносці,
     Сліпі в своїй вірі і чорні від злості.
     Зігнали до церкви старого й малого
     Молитися кулям віч-на- віч із Богом.
   - Ви есть партизани,- один офіцерик почав верещати,неначе істерик.
   -Ми вас убивайт за немецькі солдати.
     Й звели бузовіри свої автомати.
     Жінки голосити та 
     Застрекртіло й забризкало кров'ю посічене тіло.
     Діди сивоброві,маленькі хлоп'ята
     Упали на купу,обнявши брат брата.
     Насупивсь скорботно в куточку Спаситель
   - Навіщо для храму це глумство нечисте?
     Ревла завірюха навколо зловіще
     Побито ж невинних:навіщо,завіщо??
     Літа прошуміли прудкі та ласкаві
     У праці звитяжній,у щасті,у славі
     Над Тікичем срібним у тихій долинці,немов у віночку,нові Шестеринці.
     І виросли люди в селі молодому від щедрого сонця й весняного грому
     І сяє тут гранями пам'ятник вічний,як символ безсмертя загиблим трагічно.
     Приходять до нього під клени,у скверик,бабусі старенькі,сільські піонери,                                                                                                                               
     Бо пам'ять незгасна живе в односельців
     У кожній родині,у кожному серці.
```

У центрі села височіє пам'ятник загиблим в Шестеринській трагедії та воїнам Другої світової війни.

## Населення
Згідно з переписом УРСР 1989 року чисельність наявного населення села становила 504 особи, з яких 213 чоловіків та 291 жінка.
За переписом населення України 2001 року в селі мешкали 452 особи.

### Мова
Розподіл населення за рідною мовою за даними перепису 2001 року:
| Мова       | Відсоток |
| ---------- | -------- |
| українська | 98,02 %  |
| російська  | 1,98 %   |

## Археологія
На території села археологи знайшли древню могилу.

## Сьогодення
Шестеринці мають навчально-виховний комплекс, що поєднує в собі дошкільний навчальний заклад та загальноосвітню школу І-ІІІ ступенів. Серед релігійних громад в селі присутня Помісна незалежна християнська церква повного Євангелія.
В селі працюють фельдшерсько-акушерський пункт, сільська бібліотека та Будинок культури.

## Відомі люди
В Шестеринцях бував свого часу Тарас Григорович Шевченко. Тут народився науковець (агрохімік та фізіолог рослин), педагог, доктор сільськогосподарських наук Олексій Хоменко (1919—1994).